# Austrolimnophila (Austrolimnophila) striopleura
Austrolimnophila (Austrolimnophila) striopleura is een tweevleugelige uit de familie steltmuggen (Limoniidae). De soort komt voor in het Afrotropisch gebied.